# Marilyn Bergman
Pour les articles homonymes, voir Bergman.
Ne doit pas être confondu avec Marylène Bergmann.
Marilyn Bergman, née Marilyn Katz le 10 novembre 1928 à Brooklyn et morte le 8 janvier 2022 à Los Angeles,, est une parolière américaine connue en particulier avec son époux Alan Bergman pour sa collaboration avec Michel Legrand et Marvin Hamlisch.
Les Bergman ont reçu trois Oscars de la meilleure chanson originale, deux Golden Globe de la meilleure chanson originale, trois Emmy Award et un Grammy Award de la chanson de l'année.

## Biographie
Elle épouse en 1958 Alan Bergman, qui devient son collaborateur.

## Récompenses
- 1969 : Golden Globe de la meilleure chanson originale pour The Windmills of Your Mind (partagé avec Alan Bergman et Michel Legrand) ;
- 1969: Oscars de la meilleure chanson originale pour The Windmills of Your Mind (partagé avec Alan Bergman et Michel Legrand) ;
- 1974 : Golden Globe de la meilleure chanson originale pour The Way We Were (partagé avec Alan Bergman et Marvin Hamlisch) ;
- 1974 : Oscars de la meilleure chanson originale pour The Way We Were (partagé avec Alan Bergman et Marvin Hamlisch) ;
- 1975 : Grammy Award de la chanson de l'année et de l'album de l'année pour The Way We Were (partagé avec Alan Bergman et Marvin Hamlisch) ;
- 1975 : Emmy de la meilleure contribution musicale pour un téléfilm pour Sybil (partagé avec Alan Bergman et Leonard Rosenman) ;
- 1980 : Songwriters Hall of Fame
- 1984 : Oscar de la meilleure partition de chansons et adaptation musicale pour Yentl (partagé avec Alan Bergman et Michel Legrand) ;
- 1995 : Emmy de la meilleure contribution individuelle en musique et paroles pour Ordinary Miracles (partagé avec Alan Bergman et Marvin Hamlisch) ;
- 1996 : Commandeur des Arts et des Lettres ;
- 1999 : Emmy des meilleures musique et paroles pour A Ticket To Dream (partagé avec Alan Bergman et Marvin Hamlisch)